# 国家版权局
国家版权局，简称版权局，是中共中央宣传部以国家新闻出版署名义对外加挂的牌子，由中共中央宣传部版权管理局承担具体职能。

## 沿革
1985年6月28日，文化部呈报国务院，建议在文化部出版事业管理局基础上设立国家版权局。7月25日，国务院批复同意文化部的建议；决定将文化部出版局改称国家出版局，增加50个行政编制，国家出版局与国家版权局为一个机构两块牌子，列入国务院直属机构，国家版权局局长由国家出版局局长兼任。第一任局长是边春光。把综合出版社分解为专业出版社，成立新的出版社。
虽然理论上国家版权局应该是中央人民政府的直属机构。但是其最初设在国家出版局，此后一直和新闻出版机构挂靠在一起（出版局或者新闻出版总署），形成了“一个机构、两块牌子”的格局，并且影响到了地方著作权行政管理部门的从属关系。
1987年1月，国务院决定撤销文化部所属的国家出版局，设立直属国务院的中华人民共和国新闻出版署，保留国家版权局，仍为一个机构、两块牌子。
2001年，新闻出版署（国家版权局）升格为正部级单位，改称新闻出版总署（国家版权局），仍为一个机构、两块牌子。在全国建立起中央、省自治区直辖市、地市的三级版权管理体系。
2013年3月，十二届全国人大一次会议批准《国务院机构改革和职能转变方案》和《国务院关于机构设置的通知》（国发〔2013〕14号），将新闻出版总署、国家广播电影电视总局的职责整合，组建国家新闻出版广电总局，加挂国家版权局的牌子。
2018年3月中共中央印发的《深化党和国家机构改革方案》称，“中央宣传部统一管理新闻出版工作。为加强党对新闻舆论工作的集中统一领导，加强对出版活动的管理，发展和繁荣中国特色社会主义出版事业，将国家新闻出版广电总局的新闻出版管理职责划入中央宣传部。中央宣传部对外加挂国家新闻出版署（国家版权局）牌子。”“调整后，中央宣传部关于新闻出版管理方面的主要职责是，贯彻落实党的宣传工作方针，拟订新闻出版业的管理政策并督促落实，管理新闻出版行政事务，统筹规划和指导协调新闻出版事业、产业发展，监督管理出版物内容和质量，监督管理印刷业，管理著作权，管理出版物进口等。”2018年3月后，国家版权局不冠以国号“中华人民共和国”。

## 职责
2013年3月至2018年3月，国家版权局的职能机构是国家新闻出版广电总局版权管理司，主要职责是：
1. 参与起草版权法律、法规，拟订版权管理、保护、使用的规章、政策并组织实施；
2. 拟订国家版权规划并组织实施，承担国家知识产权战略纲要实施的有关工作；
3. 监督版权法律、法规的实施，部署、组织、指导全国版权行政管理与执法工作；
4. 组织查处版权领域重大及涉外违法违规行为，组织协调开展打击侵权盗版专项行动，承办打击侵权盗版有功单位和人员的奖励工作；
5. 负责网络版权监管，维护网络版权秩序，组织查处重大及涉外网络侵权盗版案件；
6. 组织推进全国软件正版化工作，承担推进使用正版软件工作部际联席会议办公室有关工作，组织、协调软件正版化长效机制建设；
7. 承担版权公共服务体系建设相关工作，监督管理作品登记、质权和版权合同登记、备案、认证等工作；
8. 推进版权产业发展，监督管理版权评估、交易、代理等事宜，指导国有版权资产管理，负责开展全国版权示范工作；
9. 承办版权涉外事务和国际应对工作，负责联系国际版权组织，承办版权多边、双边条约、协议的谈判、签订和实施工作；
10. 承办涉香港、澳门特别行政区和台湾地区的版权事务；
11. 监督管理国（境）外作品版权认证工作，对国（境）外版权认证机关、外国和国际版权组织在华代表机构实施监督管理；
12. 承办设立版权集体管理组织的审批工作，监督管理其依法开展活动，指导版权行业协会和社会团体工作；
13. 监督管理作品法定许可使用，负责国家享有版权作品的使用与管理工作；
14. 组织开展全国版权宣传教育活动；
15. 承办总局领导交办的其他事项。

2018年机构改革前，国家版权局是国务院著作权行政管理部门，主管全国的著作权管理工作，主要职责是：
1. 拟订国家版权战略纲要和著作权保护管理使用的政策措施并组织实施，承担国家享有著作权作品的管理和使用工作，对作品的著作权登记和法定许可使用进行管理；
2. 承担著作权涉外条约有关事宜，处理涉外及港澳台的著作权关系；
3. 组织查处著作权领域重大及涉外违法违规行为；
4. 组织推进软件正版化工作。

## 机构设置
根据有关规定，中共中央宣传部版权管理局内设机构为正处级，设置下列机构：

### 内设机构
- 综合处
- 社会服务处
- 执法监管处
- 国际事务处

## 历任领导
| 局长 - 边春光（1985年7月－？，国家出版局局长兼） - 宋木文（1987年12月－1993年5月，新闻出版署副署长兼） - 于友先（1993年5月－？，新闻出版署署长兼） - 石宗源（2000年10月－2005年12月21日，新闻出版署署长兼） - 龙新民（2005年12月21日－2007年4月23日，新闻出版总署署长兼） - 柳斌杰（2007年4月23日－2013年3月19日，新闻出版总署署长兼） - 蔡赴朝（2013年3月19日－2016年10月3日，中宣部副部长兼国家新闻出版广电总局局长兼） - 聂辰席（2016年10月3日－2018年3月，国家新闻出版广电总局局长兼） - 庄荣文（2018年5月24日－2018年8月21日，由中宣部副部长、中央网信办主任兼任） | 副局长 - 刘杲（1987年12月－？，新闻出版署副署长兼） - 沈仁干（1993年－2004年5月，专职副局长） - 阎晓宏（2004年5月－2017年4月13日，专职副局长，先后为新闻出版总署副署长、国家新闻出版广电总局副局长兼） - 周慧琳（2017年4月13日－2018年3月，专职副局长，国家新闻出版广电总局副局长兼） |